# Hawkesbury River
Hawkesbury River eller Hawkesbury-Nepean River er en flod nordvest for Sydney i New South Wales, Australien. Hawkesbury River og dens vigtigste biflod, Nepean River, omslutter næsten hele Sydneys metropolområde.
Hawkesbury River begynder, hvor de to floder Nepean River og Grose River løber sammen nord for Penrith. Herfra løber den 120 kilometer først mod nordøst og derefter mod sydøst, til den udmunder i Broken Bay, omkring 15 kilometer fra det Tasmanske Hav. Hawkesbury River er den største flod der løber ud i Broken Bay, som også får vand fra Brisbane Water og Pittwater.
Floden afvander et område på omkring 21.624 km2, som administreres af Hawkesbury Nepean River Coastal Management Program.
Landet omkring Hawkesbury River var før europæernes ankomst beboet af de aboriginske folk darkinjung, darug, eora og kuringgai. De brugte floden til at søge føde og som et handelssted. Floden kaldes Deerubben eller Dyarubbin af darug-folket.
I flodens nedre løb er der flere passagerfærger, som krydser floden. Palm Beach Ferry sejler mellem Palm Beach, Ettalong og Wagstaffe. Hawkesbury River Ferries sejler mellem Brooklyn, Dangar Island og Little Wobby.

## Geografi
Kilderne til Hawkesbury River er de små floder Avon River, Cataract River og Cordeaux River. De udspringer kun få kilometer fra havet, omkring 80 kilometer syd for Sydney på plateauet bag Wollongong. Herfra løber de mod nordvest væk fra havet. De samles og bliver til Nepean River, der løber mod nord forbi Sydneys ydre forstæder Camden og Penrith. Nær Penrith tilstøder Warragamba River, der løber i en kløft gennem Blue Mountains. Warragamba afvander et område på østsiden af Great Dividing Range. Den anden vigtige biflod til Hawkesbury River, Grose River, udspringer ved Mount Victoria i Blue Mountains.
Hawkesbury River starter ved sammenløbet af Nepean River og Grose River nord for Penrith. Herfra slynger den sig mod nord. Floden passerer først byerne Richmond og Windsor, som er de største bebyggelser langs floden. Ved Windsor tilstøder South Creek, som afvander en del af Sydneys vestlige forstæder. På vej mod nord løber floden igennem mere landlige områder med kun små bebyggelser langs floden. Den løber forbi Sackville og Lower Portland, hvor Colo River støder til. Colo River med bifloder afvander den nordlige del af Blue Mountains.
Fra Lower Portland fortsætter Hawkesbury River mod nord til den lille bebyggelse Wisemans Ferry, hvor Macdonald River støder til. Her drejer floden mod øst og det omgivende landskab bliver gradvist mere klippefyldt. Ved Spencer støder Mangrove Creek til fra nord. Herfra og til udmundingen er den kun få steder, hvor der går veje ned til floden.
Ved Milsons Passage tilstøder Berowra Creek fra syd. Ved Brooklyn bliver floden krydset af Pacific Highway og jernbane, som følger kysten mod nord fra Sydney. Hawkesbury River løber herefter ud i Broken Bay.
Fra sammenløbet af Nepean River og Grose Rivers har Hawkesbury River en længde på 120 kilometer

## Historie
En liste fra 1829 udarbejdet af pastor John McGarvie medtager aboriginske navne for steder langs floden, inklusiv navnet Dyarubbin for floden. En alternativ stavemåde, Deerubbun, for det aboriginske navn blev introduceret i 1870. De to stammer, som primært boede i området, var wannungine i kystområdet ved de nedre dele af floden (efter Mangrove Creek) og darkinyung, som boede langs den nedre del af floden før Mangrove Creek, den øvre del af Hawkesbury River, Hunter River og de nedre dele af Blue Mountains. Eora og guringai færdedes også langs floden.
I 1789 udforskede to ekspeditioner henholdsvis Hawkesbury River nordvest for Sydney og Nepean River mod sydvest. Der gik omkring tre år før, man fandt ud af, at de var dele af det samme flodsystem.[kilde mangler]
Hawkesbury River blev opkaldt af guvernør Phillip i juni 1789, efter Charles Jenkinson, 1. jarl af Liverpool, som dengang havde titlen Baron Hawkesbury, efter landsbyen Hawkesbury Upton i Cotswolds i England. I 1939 blev der rejst en obelisk i Brooklyn, som ligger ved floden, til minde om navngivningen.
I 1794 fik 22 familier tildelt land ved Bardenarang, nu kendt som Pitt Town Bottoms, nær Windsor. Samme år var der konfrontationer mellem aboriginske folk og bosættere. Helt fra slutningen af 1780'erne til slutningen af 1810'erne var Hawkesbury River omdrejningspunktet for en række sammenstød mellem britiske soldater og aboriginske folk.
Hawkesbury River var en vigtig transportvej for landbrugsprodukter fra Sydneys omegn i 1800-tallet. Både lå og ventede i Broken Bay og Pittwater, indtil vejret tillod dem at sejle ud i det åbne hav og ned til Port Jackson og Sydney. Da jernbanen mellem Sydney og Windsor åbnede i 1864, ændrede det trafikken, så man i stedet sejlede landbrugsprodukterne op af floden til Windsor for derefter at køre dem til Sydney med tog. I 1880'erne var floden dog sandet så meget til mellem Windsor og Sackville længere nede af floden, så Sackville blev et nyt mål for de kystgående skibe. Indtil slutningen af det 19. århundrede sejlede dampskibe mellem Sackville og Sydney.

## Brug af floden

### Sejlads
Hawkesbury River er sejlbar fra Windsor til havet. Der er ingen dæmninger eller sluser på floden, og tidevandet kan mærkes helt til Windsor.
Transport af landbrugsvarer og andet gods er stort set overgået til vejtransport, men floden er stadig eneste adgang til adskillige isolerede boliger og små samfund. Der gælder især de nedre dele af floden, hvor stejle klipper vanskeliggør anlæggelse af veje. Australiens sidste postbåd leverer post til ejendomme på floden mellem Brooklyn og Spencer.

### Sportsaktiviteter
Den 111 kilometer lange kanokapsejlads Hawkesbury Canoe Classic afholdes årligt i oktober eller november. Sejladsen starter i Windsor og slutter i Brooklyn. Vandskiløbet Bridge to Bridge Water Ski Classic afvikles årligt i den modsatte retning fra Dangar Island til Windsor. Den australske afdeling af Red Bull Cliff Diving World Series blev i 2012 og 2013 afviklet ved Hawkesbury River i Cattai. Der bliver også årligt afholdt et motorbådsrace med både fra hele Australien.

### Kommercielt fiskeri
Ifølge Hawkesbury Nepean Catchment Management Authority har Hawkesbury Rivers udmunding det næststørste kommercielle fiskeri i New South Wales. Rejer, østers og fisk giver en samlet indtægt på 6,3 millioner AUD årligt.